# Nucleariae
Règne
Les Nucleariae sont un règne d'amiboïdes holomycètes qui sont les parents les plus proches des champignons du règne des Fungi.
Ils comptent deux divisions, les Nuclearida et les Fonticulida. Ce contenu est également couvert par le clade des Cristidiscoidea.
Selon Galindo et al., 2019, le cladogramme des Nuclearia est :
|  | clade des Parvularia |
|  |                      |
|  | clade des Fonticula  |
|  |                      |

|  | clade des Nuclearia                                                                |
|  |                                                                                    |
|  | \| \| clade des Pompholyxophrys \| \| \| \| \| \| clade des Lithocolla \| \| \| \| |
|  |                                                                                    |
|  | clade des Pompholyxophrys                                                          |
|  |                                                                                    |
|  | clade des Lithocolla                                                               |
|  |                                                                                    |

|  | clade des Pompholyxophrys |
|  |                           |
|  | clade des Lithocolla      |
|  |                           |

|  | clade des Parvularia |
|  |                      |
|  | clade des Fonticula  |
|  |                      |

|  | clade des Nuclearia                                                                |
|  |                                                                                    |
|  | \| \| clade des Pompholyxophrys \| \| \| \| \| \| clade des Lithocolla \| \| \| \| |
|  |                                                                                    |
|  | clade des Pompholyxophrys                                                          |
|  |                                                                                    |
|  | clade des Lithocolla                                                               |
|  |                                                                                    |

|  | clade des Pompholyxophrys |
|  |                           |
|  | clade des Lithocolla      |
|  |                           |

|  | clade des Parvularia |
|  |                      |
|  | clade des Fonticula  |
|  |                      |

|  | clade des Nuclearia                                                                |
|  |                                                                                    |
|  | \| \| clade des Pompholyxophrys \| \| \| \| \| \| clade des Lithocolla \| \| \| \| |
|  |                                                                                    |
|  | clade des Pompholyxophrys                                                          |
|  |                                                                                    |
|  | clade des Lithocolla                                                               |
|  |                                                                                    |

|  | clade des Pompholyxophrys |
|  |                           |
|  | clade des Lithocolla      |
|  |                           |

|  | clade des Parvularia |
|  |                      |
|  | clade des Fonticula  |
|  |                      |

|  | clade des Nuclearia                                                                |
|  |                                                                                    |
|  | \| \| clade des Pompholyxophrys \| \| \| \| \| \| clade des Lithocolla \| \| \| \| |
|  |                                                                                    |
|  | clade des Pompholyxophrys                                                          |
|  |                                                                                    |
|  | clade des Lithocolla                                                               |
|  |                                                                                    |

|  | clade des Pompholyxophrys |
|  |                           |
|  | clade des Lithocolla      |
|  |                           |

N.B. Faute de données moléculaires, Vampyrellidium, Pinaciophora, Elaeorhanis et Rabdiophrys ne sont pas identifiés dans ce cladogramme.
D'après cette étude, le dernier ancêtre commun des Nucleariae était une amibe d'eau douce bactérivore, à filaments pseudopodes, non flagellée et mucilagineuse. Par la suite, deux groupes se sont différenciés avec les Nuclearidea de grande taille et les Fonticulida plus petites, conduisant à des spécialisations écologiques différentes. Le clade Pompholyxophrys + Lithocolla a développé des revêtements cellulaires endogènes ou exogènes à partir d'un ancêtre de type Nuclearia (idiosomes chez les Pompholyxophryidae et xénosomes chez les Lithocollidae).